# Finska Motorfabriks Ab Wasa
Finska Motorfabriks Ab Wasa var en finländsk motortillverkare. Företaget grundades i Vasa 1920 av Adolf Andersson, Arvid Andersson och Edvin Sundholm. Bröderna Andersson hade tidigare arbetat på Bröderna Wickströms Motorfabrik Ab. 
Företagets första motor, M-modellen, utvecklades av Adolf Andersson. Den encylindriga vattenkylda motorn hade en effekt på 10 hästkrafter och var ämnad som kraftkälla för tröskverk. Den första M-motorn levererades från fabriken i juni år 1920. Följande år breddades utbudet och fabriken började tillverka encylindriga båtmotorer med en effekt på 6-7 hästkrafter. År 1922 började tillverkning av tvåcylindriga motorer. De första fem åren producerades 100-150 maskiner årligen. Produktionen ökade med ungefär 25% varje år, och 1925 levererades 350-400 motorer. 
År 1930 hade fabriken 100 anställda och under rekordåret 1939 levererades över 1.000 maskiner. Personalstyrkan steg under de följande 20 åren till 150 man. På 1950-talet fick företaget hård konkurrens på båtsidan av japanska, tyska och svenska utombordstillverkare. År 1984 hade antalet anställda sjunkit till 40 personer. Företaget lades ned 1989, och hade då levererat över 18.000 maskiner. Ännu idag används Olympiamotorer i båtar och på land.

## Olympia
Olympia är märket på Finska Motorfabriks fyrtaktsmotorer. Olympiamotorerna tillverkades både som land- och båtmotorer.

### Båtmotorer, inombordare
Under verksamhetsåren 1920-1989 tillverkades följande båtmotormodeller:
- K 3–3,5 hk
- 36A 4–5 hk
- EB 6–8 hk
- H 8–10 hk
- 2-F 6–9 hk
- 2-O 10–14 hk
- 2-M 14–18 hk
- 2-H 18–24 hk
- 4-N 15–25 hk
- 4-NS 26–35 hk
- 4-O 24–42 hk
- 4-OS 43–75 hk
- 4-H 35–65 hk
- 50kt 3–3,5 hk